# Словник мови Шевченка
«Словни́к мо́ви Шевче́нка» — двотомний словник, укладений Інститутом мовознаства імені Олександра Потебні АН УРСР.
Виданий 1964 року в Києві.
У словнику дано повну характеристику слів із поетичних творів Тараса Шевченка, написаних українською мовою, в їхніх семантичних і формальних виявах. Усього зареєстровано та витлумачено 10 116 слів.
Відповідальний редактор словника — доктор філологічних наук Василь Ващенко.